# ドンテンタウン
『ドンテンタウン 』（曇天街）は、 井上康平監督の映画作品。

## 概要
主演は佐藤玲、笠松将。2020年7月17日に公開され、公開初日の7月17日に東京・アップリンク吉祥寺で初日舞台挨拶が開催された。

## あらすじ
MOOSIC LAB 2019の長編部門にて、準グランプリを受賞した青春映画。カセットテープが繋ぐ、交わるはずのなかった一組の男女による、ひと夏の奇妙な日常を映し出す。『架空OL日記』の佐藤玲と『花と雨』の笠松将がダブル主演を務め、ミュージシャンの菅原慎一が劇伴を担当している。

## キャスト
- ソラ - 佐藤玲
- トキオ - 笠松将
- ミドリ - 山本亜依
- シナリオライターの男 - 松浦祐也
- 森田ガンツ

## スタッフ
- 監督・脚本・編集：井上康平
- 企画：直井卓俊
- ラインプロデューサー：今泉智行
- 撮影：高橋史弥
- 照明：梶本康平
- 録音・編集助手：平井諒
- 音楽：菅原慎一
  - 挿入歌「もしも」
  - 主題歌「晴れ間の日にでも」
- 衣裳：片倉辰徳、森脇弘毅
- ヘアメイク：堤絢香
- 助監督：八木孝明
- カラリスト：有賀遼
- VFX：潮杏二
- MA：北摂サウンドプロダクション
- 助監督：八木孝明
- 劇中イラスト：オオヤヨシツグ
- ロゴデザイン：鈴木晢生
- 宣伝美術：寺沢圭太郎
- スチール：柴崎まどか
- ポスターイラスト：黒木雅巳
- 宣伝協力：平井万里子
- 制作プロダクション：osampo
- 製作・配給：SPOTTED PRODUCTIONS

## 授賞
- MOOSIC LAB 2019
  - 長編部門準グランプリ
  - 男優賞（笠松将）
- 第34回高崎映画祭正式招待作品
- 第33回東京国際映画祭正式招待作品